# BR Водолея
BR Водолея (лат. BR Aquarii) — одиночная переменная звезда в созвездии Водолея на расстоянии приблизительно 5026 световых лет (около 1541 парсека) от Солнца. Видимая звёздная величина звезды — от +11,93m до +10,75m.

## Характеристики
BR Водолея — жёлто-белая пульсирующая переменная звезда типа RR Лиры (RRAB) спектрального класса A8-F6 или F1. Эффективная температура — около 6515 К.